# Eckartswiller

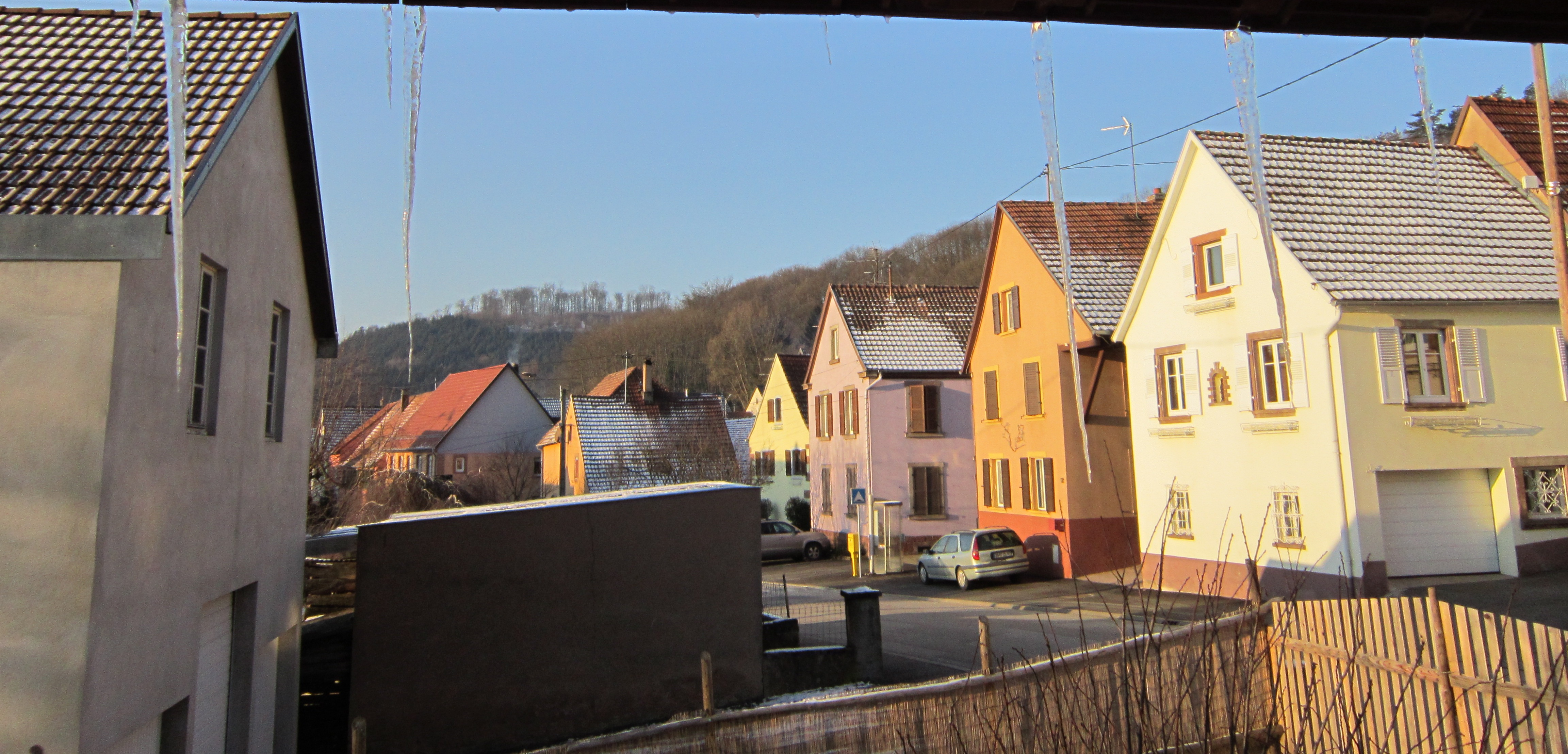
Eckartswiller im Winter 2012

Eckartswiller (deutsch Eckartsweiler) ist eine französische Gemeinde mit 425 Einwohnern (Stand 1. Januar 2021) im Département Bas-Rhin in der Europäischen Gebietskörperschaft Elsass und in der Region Grand Est.

## Geografie
Das Gemeindegebiet ist Teil des Biosphärenreservates Pfälzerwald-Vosges du Nord.

## Geschichte
Das Dorf Eckartsweiler gehörte zur Herrschaft Oberbronn, die ab dem 13. Jahrhundert nachgewiesen ist und nacheinander einer Reihe adeliger Familien gehörte. Dazu zählten die Herren von Ochsenstein (bis 1485), die von den Grafen von Zweibrücken-Bitsch beerbt wurden. Von Zweibrücken-Bitsch gelangte die Herrschaft Oberbonn durch die Heirat von Amelie von Zweibrücken-Bitsch mit Philipp I. von Leiningen-Westerburg 1551 als Mitgift an diese Familie. In Nachfolge der Leininger wurden die Landgrafen von Hessen-Homburg und zu einem geringeren Teil die schwedische Adelsfamilie der Freiherren von Sinclair im 17. Jahrhundert Herren der Herrschaft Oberbronn. Der hessen-homburgische Teil ging in der Mitte des 18. Jahrhunderts an die Familie Hohenlohe-Waldenburg-Bartenstein über, der Sinclair’sche Anteil an die ebenfalls schwedischstämmige Familie derer von Lewenhaupt. Hohenlohe musste die Herrschaft 1793 an Frankreich abtreten und wurde dafür später mit Gebieten des säkularisierten Bistums Würzburg abgefunden. In den Verwaltungsreformen in Folge der Französischen Revolution wurde die Herrschaft Oberbronn aufgelöst. Eckartsweiler war nun französisch.

## Bevölkerungsentwicklung
| 1962 | 1968 | 1975 | 1982 | 1990 | 1999 | 2006 | 2012 | 2014 |
| ---- | ---- | ---- | ---- | ---- | ---- | ---- | ---- | ---- |
| 369  | 421  | 439  | 470  | 469  | 452  | 475  | 422  | 420  |